# Catherine Tate
Catherine Tate, née Catherine Jane Ford, le 5 décembre 1969 à Londres,  dans le quartier londonien de Bloomsbury, est une actrice, scénariste et humoriste anglaise.
Elle joue Donna Noble, la compagne du Docteur dans la saison 4 de Doctor Who après avoir fait une première apparition dans l'épisode spécial de Noël Le Mariage de Noël (The Runaway Bride), rôle qu'elle reprend au cours d'épisodes spéciaux en 2009, 2010 et 2023.
Elle a son propre show qu'elle coécrit sur la BBC : The Catherine Tate Show. Grâce à ce show, elle s'impose comme une référence en tant que comique britannique dans l'utilisation de « l'humour anglais ». Elle a été nommée pour les Emmy Award et quatre fois au British Academy Television Awards.

## Biographie
Catherine Jane Ford naît le 5 décembre 1969 à Londres, dans le quartier londonien de Bloomsbury. Sa mère, Joséphine, fleuriste, l'élève seule. Plus tard, Catherine dira s'être largement inspirée de sa mère pour le personnage de Margaret dans sa série The Catherine Tate Show.
Elle suit des études au lycée Notre Dame de Southwark mais s'en va avant de passer l'équivalent anglais du baccalauréat. Pendant quatre ans, elle tente plus de quatre fois d'intégrer la prestigieuse Académie royale d'art dramatique, réussissant au quatrième essai. Elle étudiera trois ans dans cette école.
Née Catherine Ford, elle change de nom pour Catherine Tate au moment d'obtenir sa carte du syndicat des actrices britanniques ; le nom de Tate fait référence au personnage de Jessica Tate de la série américaine Soap.

## Filmographie
- 1994 : Men Behaving Badly : Acheteur potentiel
- 1998-2002 : Big Train : Différents personnages
- 2002-2004 : Wild West (en) (série télévisée) : Angela Phillips
- 2004-2007 : The Catherine Tate Show (en) : Différents personnages
- 2005: Bleak House (en) : Mrs. Chadband
- 2005 : Miss Marple : Mitzi Kosinski
- 2006 : Starter for 10 : Julie Jackson
- 2006 : Sixty Six : Tante Lila
- 2006 : Doctor Who : Donna Noble (2e série, saison 2 et 3)
- 2006 : Love (et ses petits désastres) d'Alek Keshishian : Tallulah Riggs-Wentworth
- 2006 : Amour et Conséquences (Scenes of a Sexual Nature) d'Ed Blum : Sara
- 2007 : The Bad Mother's Handbook : Karen
- 2007 : Mrs Ratcliffe's Revolution : Dorothy Ratcliffe
- 2008-2010 : Doctor Who : Donna Noble (saison 4)
- 2009 : Nan's Christmas Carol (en) : Joannie Taylor
- 2009 : The Sunday Night Project : Elle-même
- 2009 : The Justin Lee Collins Show : Elle-même
- 2009 : Genius (TV) : Elle-même
- 2009 : Never Mind the Buzzcocks : Elle-même
- 2010 : Les Voyages de Gulliver : la Reine Isabelle
- 2010 : Little Crackers : Josephine
- 2011 : Bienvenue à Monte-Carlo (Monte Carlo) de Thomas Bezucha : Alicia Winthrop-Scott
- 2011 : A Quiet Word With... (en) : Elle-même
- 2011 : The Office : Nellie Bertram (en)
- 2013 : Big School : Miss Postern
- 2013 : Khumba : Nora, la brebis (voix)
- 2014-2015 : Catherine Tate's Nan (en) : Joannie Taylor
- 2014 : Nativity 3: Dude, Where's My Donkey? (en) : Sophie O'Donnell
- 2015 : SuperBob : Theresa
- 2015 : Unity : Narratrice
- 2016 : Billionaire Boy (en) : Sapphire Diamond
- 2016 : Astérix : Le Domaine des dieux : Dulcia (voix)
- 2017-En cours : La Bande à Picsou (DuckTales) : Miss Tick (voix)
- 2021 : The Brilliant World of Tom Gates : Rita Gates (voix)
- 2022-En cours : Hard Cell : Laura, Ros, Ange, Big Viv, Marco, Anne Marie
- 2023 : Doctor Who : Donna Noble (épisodes du 60e anniversaire)

## Théâtre
- 1995 : The Way of the World (au Royal National Theatre) :
- 1996 : The Prince's Play (Royal National Theatre) : une barmaid
- 2000 : New Bits (Festival d’Édimbourg) : Différents personnages
- 2000 : A Servant to Two Masters (en) (Royal Shakespeare Company) : Smeraldina
- 2005 : Some Girl(s) (Gielgud Theatre (en)) : Sam
- 2005 : Royal Variety Performance (en) (Wales Millennium Center (en)) : Lauren Cooper
- 2006 : The Exonerated (en) (Riverside Studios) : Sunny Jacobs
- 2008 : Under the Blue Sky (en) (Duke of York's Theatre (en)) : Michelle
- 2010-2011 : Season's greetings (en) (Royal National Theatre) : Belinda
- 2011 : Beaucoup de bruit pour rien (Wyndham's Theatre (en)) : Beatrice
- 2011 : Sixty Six Books (Bush Theatre) : Dieu
- 2012 : 24 Hour Plays (American Airlines Theatre, Broadway) : Différents rôles
- 2014-2015 : Assassins (Menier Chocolate Factory (en)) : Sara Jane Moore
- 2015 : The vote (Donmar Warehouse) : Kirsty Henderson
- 2016 : Miss Atomic Bomb (St James Theatre, London (en)) : Myrna
- 2016 : The Catherine Tate Show: Live (en) (Uk tour) : Différents rôles